# Hard Rock Sofa
Hard Rock Sofa es un dúo de música electrónica y hip hop oriundo de Smolensk, Rusia. Está integrado por raperos y cantantes Alexander Shapovalov y Denis Chepikov.

## Biografía
La banda se formó en 2005 como un trío por Alexander Shapovalov, Denis Chepikov, y Sergey Zuev. Este último decidió dejar la banda para incursionar como cantante en un proyecto de rock alternativo. Desde el primer día comenzaron a trabajar con estos estilos de música electrónica como el electro house, electrónica, progressive house combinándolas con rock, funk, disco, y el hip-hop, para darle un sonido original de sus obras. Por eso, para la producción de sus pistas se utilizaron algunos instrumentos en vivo como guitarras, sintetizadores, percusión y algunos efectos clásicos para hacer que nuestra música house tenga una similitud con el hard rock.
Uno de sus reconocidos tracks es "Blow Up" lanzado en 2011 por el sello Axtone Records, propiedad del sueco Axwell. También suelen lanzar producciones y remixar junto a otro proyecto ruso de música electrónica como lo son Swanky Tunes, que a su vez son considerados sus amigos. El sencillo “Thank You / Labyrinth” fue lanzado en el legendario sello británico Cr2 Records, mientras que “Feedback” se lanzó por el sello holandés Spinnin' Records, y "Steam Gun" por el sello de Chuckie, Dirty Dutch Records. Todas estas producciones fueron respaldados por diferentes estrellas de la música house y utilizado con frecuencia en sus sets y programas radiales. El sencillo “Smolengrad / United EP” fue un gran éxito y fue reeditado por diversas discográficas de todo el mundo. El nombre de "Smolengrad" está dedicada a su ciudad natal de Smolensk. Una de sus más notables colaboraciones con Swanky Tunes es la versión dance de "I Wanna Be Your Dog", original de The Stooges.
En 2012, vuelven a producir para el sello de Axwell, Axtone Records, lanzando “Quasar”, una de las grandes producciones de este año considerado por varios DJs, entre ellos, la Swedish House Mafia, en donde los Hard Rock Sofa hicieron de soporte para los suecos en su presentación en el Madison Square Garden de Nueva York. En este año también lanzaron varias coproducciones junto a los Swanky Tunes, entre ellas “Here We Go” para Axtone Records y “The Edge” para Wall Recordings, el sello de Afrojack.
Separación de Hard Rock Sofa - Durante las últimas semanas, un nuevo fenómeno está llamando la atención de muchos seguidores de dúos internacionales de EDM. Desafortunada e inesperadamente, dos dúos conocidos por sus grandes producciones lanzadas en disqueras reconocidas, como lo son: Axtone, Refune, Size, etc. decidieron dar por terminado su periodo como pareja artística y empezar carreras como solistas.
Primero fue Hard Rock Sofa que tras la introducción de Shapov en Axtone, se dio a conocer que Alexander Shapovalov (1/2 de HRS) empezaría una nueva etapa como solista, mientras que Denis Chepikov seguiría representando al nombre de Hard Rock Sofá pero en solitario.
Sin embargo, la separación de HRS no sería la única división de dúos. Hace un par de días atrás NEW_ID dejó en shock a muchos de sus seguidores tras anunciar que “Brothers” sería su última canción producida como dúo. Devi van der Horst seguirá representando el nombre de NEW_ID, mientras que Ralph van Vugt empezara una carrera de solista bajo el alias de “Ralph Felix”.
Para muchos fanes, estos sucesos son muy lamentables ya que están acostumbrados al sonido que define las producciones realizadas por ambos dúos. Salvo el caso de Shapov, nadie sabe como cambiara el estilo musical de sus nuevas producciones como solistas, factor que también preocupa a muchos, ya que varias veces les ha costado adaptarse a nuevos ritmos y sonidos.
Al parecer varios de los factores que estarían causando estos sucesos, serían el desacuerdo musical y la falta de organización/compromiso que hay entre los artistas de los dúos. Muchos artistas, prefieren estar solos ya que así pueden producir plenamente lo que les agrade personalmente, en otras palabras demostrar cuales son sus raíces en sus producciones.
Se ha visto que las colaboraciones entre dúos o tríos, demandan mucho tiempo y organización. Un ejemplo muy conocido que incluye los factores mencionados anteriormente, es el caso de la producción de “Dont YouWorry Child” por Swedish House Mafia: En la película ‘Leave TheWorld Behind’ se demostró la falta de organización, además de la falta de concordancia a la hora de llevar a cabo las reuniones en el estudio para crear este track entre Axwell, Ingrosso y Steve Angello. Este acontecimiento dio a entender en muchos aspectos que fue una de las causa de su disolución como trío artístico.

## Discografía

### Sencillos y EP
- 2006: Hard Rock Sofa + Full Fiction – "The Morning EP"
- 2006: "Sonic Purpose EP"

- 2007: "Pleasant Emotions"

- 2008: "Magnetic Room EP"
- 2008: Swanky Tunes & Hard Rock Sofa – "Acid Trip"
- 2008: "Immersing"

- 2009: "You Are Like"
- 2009: Jean-Claude Ades & Hard Rock Sofa – "Spanish Harlem"
- 2009: "Let Me Go"
- 2009: "Something From Outside"
- 2009: "Barely Holding On"

- 2010: "Live Today"
- 2010: Hard Rock Sofa & St. Brothers – "Myth"
- 2010: Swanky Tunes & Hard Rock Sofa – "Select Start"
- 2010: Swanky Tunes & Hard Rock Sofa – "Rhea"
- 2010: Swanky Tunes & Hard Rock Sofa – "Immersing / Acid Trip"

- 2011: Swanky Tunes & Hard Rock Sofa – "Thank You / Labyrinth"
- 2011: Hard Rock Sofa & St. Brothers – "Blow Up"
- 2011: "New Philosophy"
- 2011: Swanky Tunes & Hard Rock Sofa – "Feedback"
- 2011: Swanky Tunes & Hard Rock Sofa – "Steam Gun"
- 2011: Swanky Tunes & Hard Rock Sofa – "Smolengrad / United"
- 2011: Swanky Tunes & Hard Rock Sofa – "I Wanna Be Your Dog"
- 2011: "True Emotion"

- 2012: "Quasar"
- 2012: Hard Rock Sofa & Swanky Tunes – "Apogee"
- 2012: Hard Rock Sofa & Swanky Tunes – "The Edge"
- 2012: Hard Rock Sofa & DJ Squire – "Just Can't Stay Away" (Versión vocal con Max C)
- 2012: Hard Rock Sofa & Swanky Tunes – "Here We Go"
- 2012: "Starlight"
- 2012: "Kaleidoscope"
- 2012: "Chemistry (Turn the Flame Higher)" con Swanky Tunes, Matisse & Sadko [Showland]

- 2013: "Rasputin" [Axtone]
- 2013: Hard Rock Sofa Vs. Dirty Shade – "Collapsar " [Spinnin Records]
- 2013: Hard Rock Sofa & Skidka – "Let Me Hear You Scream" [Sizr Records]
- 2013: Hard Rock Sofa & Swanky Tunes – "Stop In My Mind" [Showland]
- 2013: Hard Rock Sofa Vs. Eva Shaw – "Get Down" [Spinnin Records]

- 2014: Hard Rock Sofa & Skidka - "Moloko" (Protocol Recordings)
- 2014: Hard Rock Sofa & Skidka - "Arms Around Me" [Axtone Records]

### Remixes
2006:
- Swanky Tunes – В Космосе Чувств (Full Fiction & Hard Rock Sofa Remix)
- Swanky Tunes – No More Fear

2007:
- GenderFix – Getaway Car
- Swanky Tunes – Ever You (Hard Rock Sofa Punk Mix)
- Swanky Tunes – Tomorrow
- Dmitry Filatov – Один Твой Вздох
- MAD-A – M.A.D.A.
- Cherry Lips & Trox – White Sky
- DJ Sender – Kiss You

2008:
- CyberSutra – Lick It
- Mike Balance – Loud Enough?
- DJ Stranger – Requiem
- Top Disquo – With Sound
- MakSim – Luchshaya Noch (DJ Shevtsov & Hard Rock Sofa Mix)
- Electric Soulside – Little Fcker
- Phantom Project and Topspin – Touch Me

2009:
- Max Creative & DJ Cross – Rock This
- Kyau & Albert – Be There 4 U
- Kyau & Albert – Hooked On Infinity
- Swanky Tunes – Zodiac
- Swanky Tunes – Get Up & Shout
- Sebastien Szade & Eddine B – Pyla's Dune
- Alex Vives – The Dangerous Man
- Mike Mash & Tandu – Firedance
- DJ Lvov & NewZhilla, YoU-PiteR vs. Vadykay – No Matter
- Nate River & Monkey D Luffy – Tcha Tcha
- Ruslan Sever & Splash – Electronic Love

2010:
- Stereo Palma – Andale
- Nicola Fasano Vs. Splashfunk – Shosholoza
- Nicola Fasano, Gass – Night & Day
- Simon De Jano – Mykonos Stars
- Steve Forest vs. Marilyn Monroe – I Wanna Be Loved By You
- Josh The Funky 1 feat. Corey Andrew – Alright
- Flash Brothers Feat. Bonse – Higher
- Joseph Armani & Eugene Noiz feat. Mc Shayon & Vanee Jeya – Summer Stuff
- Dirty South feat. Rudy – Let It Go / Summer Stuff (Hard Rock Sofa Bootleg)
- Steve Forest Vs. X-Static – I'm Standing
- Nicola Fasano Vs. Pitbull – Oye Baby
- AnnaGrace – Don't Let Go
- DJ Dove And Ja'Quita Perkins – Touch Me (All Night Long)
- Peter Luts Feat. Jerique – Can't Fight This Feeling
- Steve Forest, Laera & Nicola Fasano feat. Chandler Pereira – Jolly Roger Symphony
- Tune Brothers & Plastik Funk – Groovy Baby

2011:
- Muttonheads feat. Alex Álvarez – Moment of Happiness
- Swanky Tunes – No More Fear
- Chriss Ortega Feat. Nicco – Feel Alright
- Peter Brown & Etienne Ozborne feat. Max'C – Change The World
- Swanky Tunes feat. Mr. V.I. – Together
- Spencer & Hill – I Spy
- Kolya & Matuya feat. Ely – Love Again
- DJ Antoine Vs. Timati feat. Kalenna – Welcome to St. Tropez
- Antoine Clamaran feat. Soraya Arnelas – Stick Shift
- Steve Forest Vs. The Ones – Flawless
- Grant Smillie Feat. Zoë Badwi – Carry Me Home
- Johnny Buss & Daniel Von B feat. J-Sun – Do You Feel The Same
- Punk Ninja Feat. Monique – Forever
- Vengerov – Kazantip Intro (Swanky Tunes & Hard Rock Sofa Remix)
- DJ Ivan Roudyk & Shena – Aphrodisiac (Hard Rock Sofa, Ivan Roudyk & LT Freak Mix)
- Dim Chris feat. Amanda Wilson – You Found Me
- Jus Jack feat. Black Dogs – One Day At A Time
- Morgan Page, Sultan + Ned Shepard & BT Feat. Angela McCluskey – In The Air
- Jesus Luz & Yves Larock Feat. Liliana Almeida – Running Man
- Kid Massive & Mark Le Sal – Don't Cry
- Mad Mark feat. Alexander – Anywhere You Go
- R3hab & Swanky Tunes Feat. Max'C – Sending My Love

2012:
- Marco V – Analogital
- Norman Doray & NERVO ft. Cookie – Something to Believe It
- Calvin Harris feat. Ne-Yo – Let's Go (Swanky Tunes & Hard Rock Sofa Remix)
- David Guetta feat. Taped Rai – Just One Last Time (Hard Rock Sofa Big Room Mix)

2013:
- Example – Perfect Replacement (R3hab & Hard Rock Sofa Remix)
- Ludacris feat. Usher & David Guetta – Rest of My Life
- Alesso feat. Matthew Koma – Years
- Style of Eye & Tom Staar – After Dark

2014:
- Alesso feat. Tove Lo – Heroes (Hard Rock Sofa Remix)